# Đoàn Thanh niên Nhân dân Cách mạng Lào

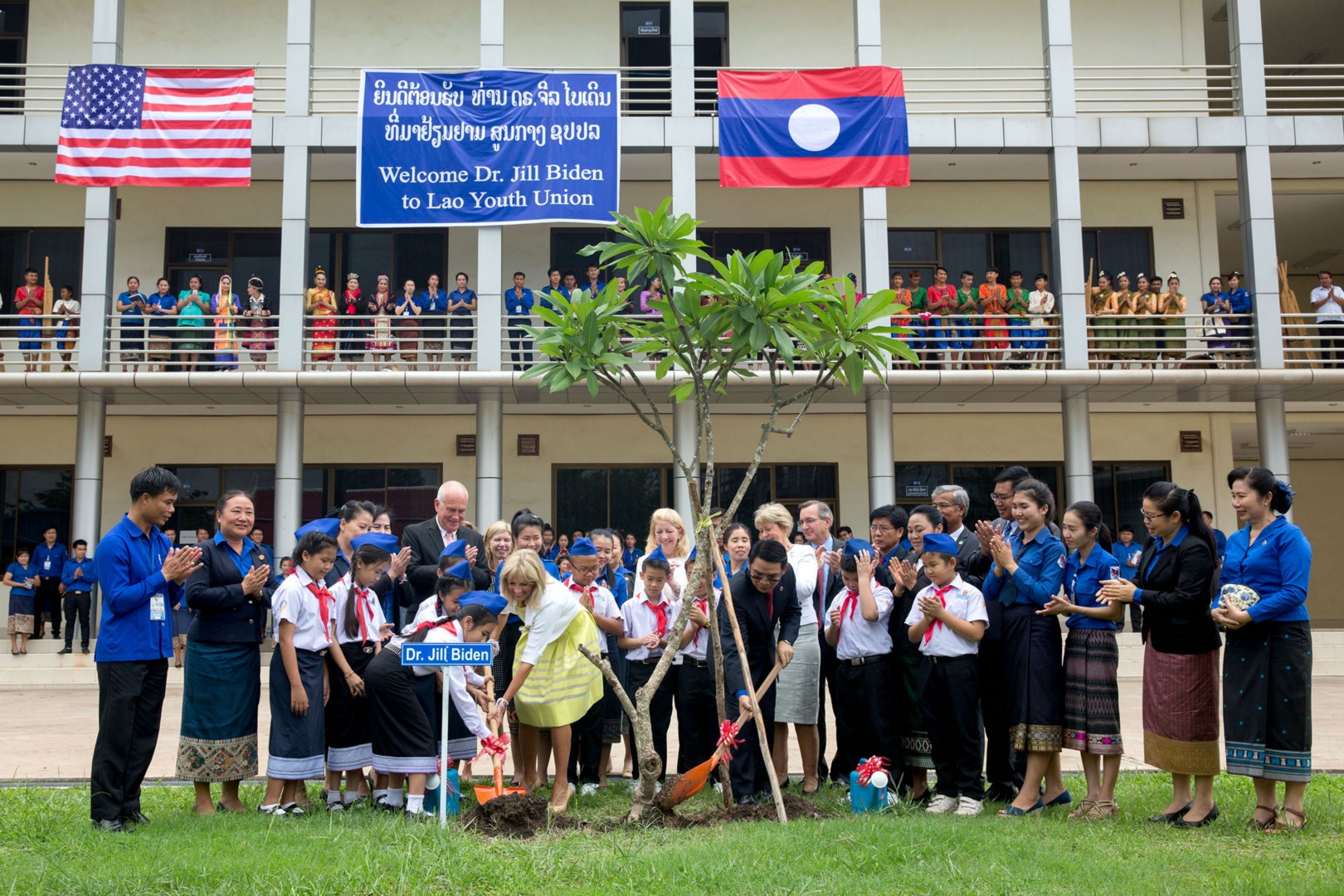
Jill Biden thăm Đoàn Thanh niên Nhân dân Cách mạng Lào tại Viêng Chăn năm 2015.

Đoàn Thanh niên nhân dân Cách mạng Lào (LPRYU) (tiếng Lào: ສະຫະພັນຊາວຫນຸ່ມປະຊາຊົນປະຕິວັດລາວ) là một tổ chức thanh niên tại Lào dưới sự lãnh đạo của Đảng Nhân dân Cách mạng Lào được thành lập vào ngày 14 tháng 4 năm 1955.
Đoàn giúp huy động người trẻ tuổi trong cả nước nhằm góp phần phát triển quốc gia. Có nguồn gốc từ năm 1955 như Hiệp hội các chiến sĩ thanh niên và bây giờ bao gồm một số 243.500 thành viên đăng ký (tuổi từ 15-30), Đoàn Thanh niên Nhân dân Cách mạng Lào đã tập trung đặc biệt vào các lĩnh vực thông tin, truyền thông, giải trí, nghệ thuật và âm nhạc. LPRYU hoạt động ở trung ương, tỉnh, huyện, thành phố trực thuộc Trung ương và cấp thôn và hợp tác với các quốc gia và tổ chức quốc tế trong nhiều hoạt động có quy mô rộng. LRPYU có một cơ quan In ấn và Truyền thông điện tử với các ấn bản Tạp chí Nok Hien Bin (con chim nhỏ) và báo Noum Lào và ngoài ra còn có các chương trình truyền hình và phát thanh dành cho giới trẻ.